# Sóc bay nhỏ
Sóc bay nhỏ, còn gọi là sóc bay Đông Dương, sóc bay Phayre, tên khoa học Hylopetes phayrei, là một loài động vật có vú trong họ Sóc, bộ Gặm nhấm, phân bố ở Trung Quốc, Lào, Myanmar, Thái Lan, và Việt Nam. Loài này được Blyth mô tả năm 1859.